# Kulciînî, Krasîliv
Kulciînî (în ucraineană Кульчини) este o comună în raionul Krasîliv, regiunea Hmelnîțkîi, Ucraina, formată numai din satul de reședință.

## Demografie
Componența lingvistică a comunei Kulciînî
     Ucraineană (99,91%)
     Alte limbi (0,09%)
Conform recensământului din 2001, majoritatea populației comunei Kulciînî era vorbitoare de ucraineană (99,91%), existând în minoritate și vorbitori de alte limbi.